# Нагарпур (подокруг)
Нагарпур (бенг. নাগরপুর, англ. Nagarpur) — подокруг в центральной части Бангладеш. Входит в состав округа Тангайл. Образован в 1906 году. Административный центр — город Нагарпур. Площадь подокруга — 266,77 км². По данным переписи 1991 года численность населения подокруга составляла 238 422 человека. Плотность населения равнялась 908 чел. на 1 км². Уровень грамотности населения составлял 28 %. Религиозный состав: мусульмане — 91,09 %, индуисты — 8,89 %, прочие — 0,02 %.